# 이자벨라 쿠나
이자벨라 쿠나(Izabela Kuna, 1970년 11월 25일 ~ )는 폴란드의 배우이다.

## 영화 및 TV 출연
- 클란
- M 야크 미워시치
- 나 브스풀네이
- 나 도브레 이 나 즈웨
- 홀로코스트 (2013년 영화)
- 나 도브레 이 나 즈웨